# Огненович, Светлана
Светлана Огненович (серб. Светлана Огњеновић / Svetlana Ognjenović; род. 26 января 1981, Осиек) — сербская гандболистка, левый вингер.

## Карьера

### Клубная
Гандболом занялась в детстве, поскольку какой-либо другой вид спорта в её родном Осиеке не был популярен. Воспитанница школы сербского гандбола, выступала до 2007 года на родине за клубы «Раднички» (Белград), «Князь Милош» и «Наиса» (Ниш), выиграв чемпионский титул в 2007 году. В сезоне 2007/2008 выступала за датскую команду «Слагельсе», но из-за травмы не закрепилась в составе и в 2008 году перешла во французский клуб «Мец». С ним выиграла чемпионаты Франции 2009, 2011 и 2013 годов, Кубки Франции 2010 и 2013 годов, а также Кубки лиги 2009, 2010 и 2013 годов. Играла в финале Кубка ЕГФ 2012/2013, в котором её «Мец» уступил «Твис Хольстебро» из Дании.
Во время выступления в Лиге чемпионов 2008/2009 стала жертвой скандального нападения 29 октября 2009 в поединке против австрийского «Хипо Нидеростеррайх»: главный тренер клуба Гуннар Прокоп за семь секунд до конца матча при счёте 27:27 выскочил на площадку и откровенно толкнул Огненович, атаковавшую ворота противника. За это Прокоп был пожизненно отстранён от тренерской деятельности, на три года ему было запрещено занимать должности в гандболе, был оштрафован на 45 тысяч евро. Клубу было засчитано техническое поражение и приписан штраф в 30 тысяч евро.

### В сборной
В сборной сыграла 113 игр и забила 195 голов. В составе сборной Сербии завоевала серебряную медаль Средиземноморских игр 2005, заняла 4-е место на чемпионате Европы 2012, а также стала серебряным призёром на чемпионате мира 2013.

## Достижения

### Клубные
- Чемпионка Сербии: 2006
- Чемпионка Франции: 2009, 2011, 2013
- Победительница Кубка Франции: 2010, 2013[6]
- Победительница Кубка французской Лиги: 2009, 2010 и 2011
- Победительница Кубка вызова: 2007[7]

### В сборной
- Серебряный призёр Средиземноморских игр 2005
- Серебряный призёр чемпионата мира 2013[8]